# حرکت بزرگ مکس کیبل
حرکت بزرگ مکس کیبل (به انگلیسی: Max Keeble's Big Move) فیلمی ۸۶ دقیقه‌ای به کارگردانی تیم هیل با بازی الکس د لینتس است.